# Wordt Kwiek
Wordt Kwiek is een Nederlandse korfbalvereniging uit Jubbega.

## Geschiedenis
Wordt Kwiek (kortweg WK) is door de heer Herman Stapert als gymnastiekvereniging opgericht op 26 september 1914. Al In de eerste jaren van haar bestaan werd er bij WK ook gekorfbald, zij het aanvankelijk onder auspiciën van het Nederlands Gymnastiek Verbond (NGV) waarbij WK zich aansloot. In 1919 veroverde WK in Amsterdam het Nederlands Kampioenschap korfbal van de NGV. Een jaar eerder sloot WK zich tevens aan bij de Friese Korfbal Bond (FKB) die op 14 april 1918 in Gorredijk werd opgericht. Deze Friese Korfbal Bond sloot zich op haar beurt in 1922 aan bij de landelijke NKB, de voorloper van het huidige KNKV. Er kwam een tweede klasse afdeling Noord van de NKB. Deze competitie met naast Friese verenigingen zoals WWMD (Hemrik), Friso (Leeuwarden) en Sparta (Wartena) ook tegenstanders uit Groningen (Nic.) en Drenthe (Vitesse uit Beilen) werd al in het eerste seizoen winnend afgesloten. WK kroonde zich daarmee voor de eerste maal in haar bestaan tot kampioen van het Noorden. Als Noordelijk Kampioen mocht WK tot 1960 maar liefst twintigmaal deelnemen aan de strijd om het nationale kampioenschap van de NKB. Tot een Nederlands Kampioenschap bij de NKB leidde dat overigens niet. Met ingang van het seizoen 1960-1961 speelde WK in de Hoofdklasse, destijds het hoogste korfbalniveau in Nederland. Tot 1999 speelde Wordt Kwiek voornamelijk in de Hoofd- of in de Overgangsklasse, het op een na hoogste niveau.
In 1999 degradeerde Wordt Kwiek naar de 1e klassen en zakte het niveau geleidelijk. Op zondag 29 mei 2016 speelde Wordt Kwiek haar laatste wedstrijd op wedstrijdkorfbalniveau. Tegenstander in deze wedstrijd was WSS uit Oude Pekela. Met ingang van het seizoen 2016-2017 speelt WK in de breedtesport competitie van het KNKV. In 2014 werd Wordt Kwiek ter ere van het 100-jarig bestaan onderscheiden met een Koninklijke Erepenning.

## Accommodatie
Veldwedstrijden worden gespeeld op de Leidijk 16 in Jubbega en voor zaalwedstrijden wordt gebruik gemaakt van sporthal in MFC De Kompenije.

## Erelijst
- Nederlands kampioen korfbal (NGV), 1x (1919)